# Sint-Maarten (Franse Antillen)
Sint-Maarten (Frans: Saint-Martin), officieel Collectiviteit van Sint-Maarten (Frans: Collectivité de Saint-Martin), is het noordelijk deel van het eiland Sint-Maarten en een overzeese gemeenschap (collectivité d'outre-mer) van Frankrijk. Het heeft een oppervlakte van 53,20 km² en heeft 32.556 (2020) inwoners. De hoofdstad is Marigot. Het is onderdeel van de Europese Unie; de valuta is de euro.
Het zuidelijke deel van het eiland is een land binnen het Koninkrijk der Nederlanden. Tot 10 oktober 2010 was het onderdeel van de voormalige Nederlandse Antillen.

## Geografie

### Plaatsen
- Anse Marcel
- Baie-Orientale
- Concordia
- Cul-de-Sac
- Galisbay
- Grand Case
- Marigot (hoofdstad)
- Oyster Pond
- Quartier-d'Orléans
- Saint-James
- Sandy Ground
- Terres-Basses

### Eilanden
De volgende onbewoonde eilanden met ook deel uit van Sint Maarten:
- Caye Château
- Caye Verte
- Creole Rock
- Petit Clef
- Pinel Island, een onbewoond eiland dat per veerboot te bezoeken is
- Rocher de l'Anse Marcel
- Tintamarre, een groter eiland dat bewoond is geweest

### Stranden
- Baie Rouge ook Red Bay is een afgelegen strand met roze zand en geschikt voor snorkelen[7]
- Galion Beach is een strand met rustig water en geschikt voor kinderen.[8]
- Orient Bay Beach is het grootste en drukste strand van het eiland. Orient Bay is gedeeltelijk een naaktstrand.[9]
- Pinel Island is een onbewoond eiland met witzandstranden in een beschermd natuurgebied.[6]

## Status
Frans Sint-Maarten was van 1946 tot 2007 een gemeente binnen de regio en het departement Guadeloupe. In 2003 koos de bevolking in een referendum voor een zelfstandige status. In 2007 werd deze verkregen, met een zeer beperkte autonomie. Sindsdien is het eiland bevoegd voor:
- alle uitvoerende bevoegdheden die bij de regio en het departement Guadeloupe en de gemeente Sint-Maarten hoorden
- beperkte heffing van belastingen; kadaster
- volkshuisvesting en ruimtelijke ordening (vanaf 2012)
- wegverkeer, veerdiensten, registratie van schepen, aanleg en exploitatie van zeehavens
- toezicht op openbare wegen, openbare ruimte en openbare gebouwen
- toelating van buitenlanders op de arbeidsmarkt
- energiebeleid (vanaf 2012)
- toerisme
- aanleg of instelling en inrichting van openbare gebouwen en diensten

Op alle andere beleidsterreinen is de Franse staat bevoegd, inclusief de vervolging van strafbare feiten die betrekking hebben op bovengenoemde punten.
Antigua en Barbuda · Bahama's · Barbados · Belize · Canada · Costa Rica · Cuba · Dominica · Dominicaanse Republiek · El Salvador · Grenada · Guatemala · Haïti · Honduras · Jamaica · Mexico · Nicaragua · Panama · Saint Kitts en Nevis · Saint Lucia · Saint Vincent en de Grenadines · Trinidad en Tobago · Verenigde Staten

Land van het Koninkrijk der Nederlanden: Aruba · Curaçao · Sint Maarten

Nederlands openbaar lichaam: Bonaire · Sint Eustatius · Saba

Frans overzees departement: Guadeloupe · Martinique

Overzees gebied van het Verenigd Koninkrijk: Anguilla · Bermuda · Britse Maagdeneilanden · Kaaimaneilanden · Montserrat · Turks- en Caicoseilanden

Overige gebieden: Amerikaanse Maagdeneilanden · Clipperton · Groenland · Puerto Rico · Saint-Barthélemy · Saint-Martin · Saint-Pierre en Miquelon